# Понте Капучини (Пезаро и Урбино)
Понте Капучини је насеље у Италији у округу Пезаро и Урбино, региону Марке.
Према процени из 2011. у насељу је живело 206 становника. Насеље се налази на надморској висини од 692 м.